# マウント・ホープ (シャクルトン海岸)
マウント・ホープ（Mount Hope）は、南極大陸のロス棚氷に流入するベアードモア氷河付近の南緯83度45分 東経171度00分 / 南緯83.750度 東経171.000度に位置する、標高約1,100mの丘。

## 発見
1908年12月3日、南極点到達を目指したアーネスト・シャクルトンの南極探検隊によるニムロド遠征中に発見された。丘を登った探検隊は、南極点を含む南極高原への経路となる氷河を初めて視認した。シャクルトンは、成功を期して行く手を見渡すこの丘をマウント・ホープと名付けたが、探検隊は南極高原に至ったものの、南極点に到達することなく引き返した。
我々は周辺を観測する目的で登るため山の麓に至った。（中略）岩壁をよじ登り、滑らかな雪面を遡るのは非常に困難であった。（中略）尾根の頂に達すると突然視界が開け、巨大な氷河が南への経路として伸び（中略）高い内陸の氷塊に溶け込むまで南方の内陸へ続いているように見えた。—アーネスト・シャクルトンによる記述。
3年後、ロバート・スコットが同経路で南極点に到達したものの、帰途で遭難し生還できなかった。1916年には、シャクルトンの南極大陸横断において補給を担ったロス海支隊による、最後の集積場となった。